# 后髮座29
后髮座29，又名BD+14 2549，HD 111397、SAO 100283、HR 4865，是后髮座的一颗恒星，视星等为5.7，位于銀經300.2，銀緯76.98，其B1900.0坐标为赤經12h 43m 53.5s，赤緯+14° 76.98′ 7″。